# 44e sessie van de Commissie voor het Werelderfgoed

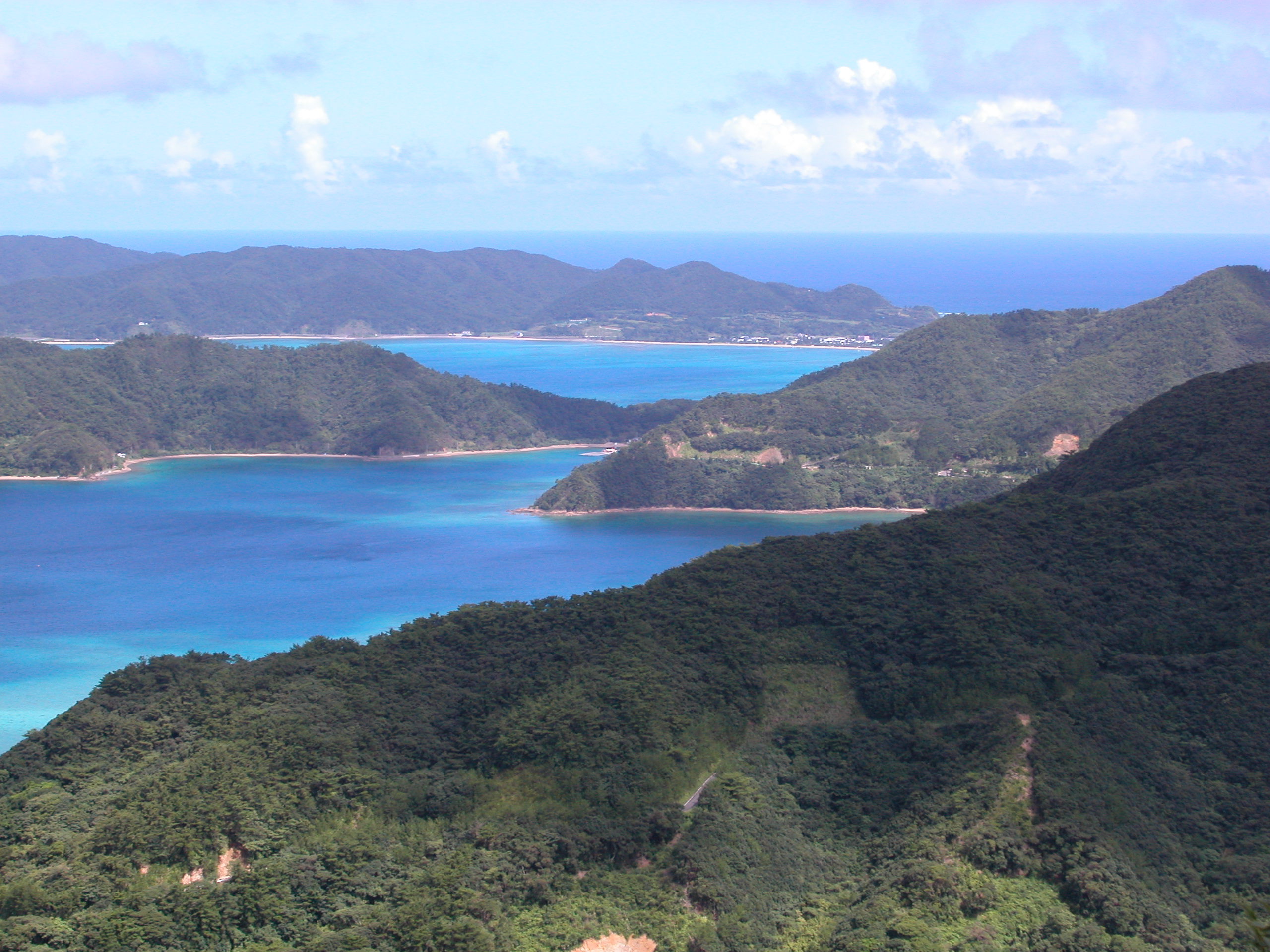
Kustlijn van de Amami-eilanden

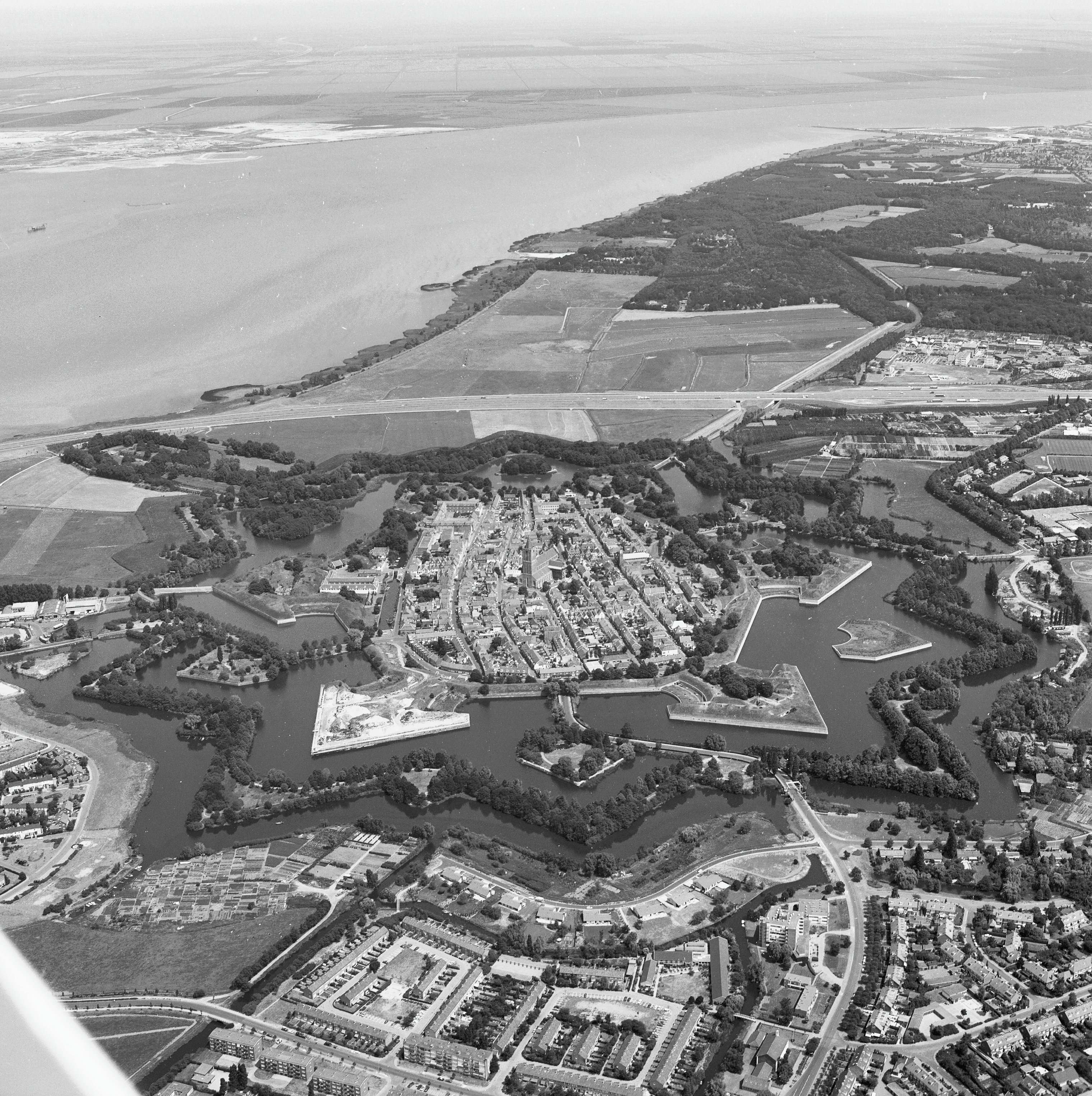
Vestigingsstad Naarden als onderdeel van de Nieuwe Hollandse Waterlinie

De 44e sessie van de Commissie voor het Werelderfgoed vond plaats van 16 juli tot en met 31 juli 2021 in Fuzhou, de provinciehoofdstad van de Chinese provincie Fujian.
De 44e sessie was oorspronkelijk gepland plaats te vinden van 29 juni tot en met 9 juli 2020 in Fuzhou. De sessie werd verdaagd naar een nog vast te leggen latere datum wegens de COVID-19-pandemie. Tijdens de 14e speciale zitting van het Werelderfgoedcomité, die op 2 november 2020 online werd gehouden, besloot het Werelderfgoedcomité tussen 16 juli en 31 juli 2021 een uitgebreide 44e zitting te houden, waar zowel de in 2020 reeds voorziene sites als latere aanvullingen geëvalueerd zullen worden.
De Commissie voor het Werelderfgoed van de UNESCO oordeelt jaarlijks (en in dit uitzonderlijk geval tweejaarlijks) over nieuwe nominaties van natuur- en cultureel erfgoed, door landen voorgedragen als werelderfgoed, en enkele aanpassingen of uitbreidingen van eerder erkende sites die door landen werden ingediend. Deze voorstellen werden voorafgaand aan de sessie door werkgroepen van de commissie geëvalueerd op de volledigheid van het dossier. Maar ook de situatie van het erfgoed dat voorkomt op de lijst van het bedreigd werelderfgoed, en de eventuele aanvullingen die hier noodzakelijk zijn, worden besproken.
Vóór de start van de sessie bestond de werelderfgoedlijst uit 1121 erfgoedlocaties: 213 natuurerfgoedlocaties, 869 culturele erfgoedlocaties en 39 gemengde locaties. Na de sessie staat de teller op 1154 locaties.
Tot de voorgedragen en te evalueren mogelijke werelderfgoedsites behoorden reeds in de lente van 2020 voor het natuurerfgoed enkele van de Japanse Amami-eilanden en de wadden van de Zuidwestelijke kust van Zuid-Korea. Als cultureel erfgoed werd onder meer de historische binnenstad van het Chinese Quanzhou, de Nieuwe Hollandse Waterlinie, de Koloniën van Weldaad in Nederland en België, de historische kuuroorden van Europa (zoals Bath en Spa) en de historische en archeologische site van het Dominicaanse La Isabela voorgedragen. Bij de tussen de lente van 2020 en de lente van 2021 toegevoegde potentiële erfgoedsites horen onder meer bij de natuursites de regenwouden en draslanden van Georgië zoals vervat in het nationaal park Kolcheti, bij de cultuursites de vuurtoren van Cordouan en de aangepaste voorstelinschrijving van de kuuroorden.
In totaal werden 34 nieuwe sites aan de lijst toegevoegd: 29 cultuurlocaties, 5 natuurlijk erfgoed. Eén site werd van de lijst verwijderd, waarmee nu reeds de erkenning van drie sites doorheen de jaren werden geschrapt. Op het einde van de 44e sessie stijgt het totaal tot 1.154 sites verdeeld over 167 landen: 897 culturele erfgoedsites, 218 natuurlocaties en 39 gemengde erkenningen.
Van de 1.154 sites zijn er 52 die als bedreigd erfgoed worden geklasseerd. Intussen zijn ook reeds 40 van de erkenningen gebaseerd op erfgoed dat delen heeft op de territoria van meerdere landen, waarbij de tendens voor meer en meer transnationale voordrachten en erkenningen ook dit jaar met vier dergelijke erkenningen werd verdergezet.

## Nieuw in 2020 en 2021

### Cultuurerfgoed
- België, Duitsland, Frankrijk, Italië, Oostenrijk, Tsjechië, Verenigd Koninkrijk: Historische kuuroorden van Europa[2]
- België, Nederland: Koloniën van Weldadigheid[3][4]
- Brazilië: Sítio Roberto Burle Marx[5]
- Chili: Nederzetting en kunstmatige mummificatie van de Chinchorrocultuur in de regio's Arica en Parinacota[5]
- China: Quanzhou, marktplaats van de wereld in het China van de Song en de Yuan[6]
- Duitsland: Mathildenhöhe, Darmstadt[2]
- Duitsland: ShUM-sites van Speyer, Worms en Mainz[5]
- Duitsland, Nederland: Grenzen van het Romeinse Rijk - De Neder-Germaanse limes[5][7]
- Duitsland, Oostenrijk, Slowakije: Grenzen van het Romeinse Rijk - De Donaulimes (Westelijk gedeelte)[8]
- Frankrijk: Vuurtoren van Cordouan[2]
- Frankrijk: Nice, winterbadplaats van de Rivièra[5][9]
- India: Kakatya Rudreshwara (Ramappatempel), Telangana[6]
- India: Dholavira: een stad van de Harappabeschaving[5]
- Iran: Trans-Iraanse Spoorlijn[6]
- Iran: Cultuurlandschap van Hawraman/Uramanat[5]
- Italië: Padua's 14e-eeuwse frescocycli[2][10]
- Italië: De portieken van Bologna[11]
- Ivoorkust: Moskeeën in Soedanese stijl in Noord-Ivoorkust[5]
- Japan: Prehistorische Jomon-sites in Noord-Japan[5]
- Jordanië: Salt - De plaats van tolerantie en stedelijke gastvrijheid[5]
- Peru: Archeoastronomisch complex Chankillo[5]
- Roemenië: Mijnlandschap van Roșia Montană[5]
- Rusland: Petrogliefen van het Onegameer en de Witte Zee[11]
- Saoedi-Arabië: Cultuurgebied van Hima[2]
- Slovenië: De werken van Jože Plečnik in Ljubljana – Mensgerichte stadsplanning[11]
- Spanje: Paseo del Prado en Buen Retiro, een landschap van kunst en wetenschap[6]
- Turkije: Tell van Arslantepe[3]
- Uruguay: Het werk van ingenieur Eladio Dieste: kerk van Atlántida[5]
- Verenigd Koninkrijk: Het leisteenlandschap van Noordwest-Wales[11]

### Natuurerfgoed
- Gabon: Nationaal park Ivindo[11]
- Georgië: Regenwouden en draslanden van Kolcheti[3]
- Japan: Amami-Oshima, Tokunoshima, noordelijk deel van Okinawa en Iriomote[3]
- Thailand: Woudcomplex van Kaeng Krachan[3]
- Zuid-Korea: Getbol, Koreaanse getijdenplaten[3]

## Wijzigingen in 2020 en 2021

### Verwijderd van de Werelderfgoedlijst
- Verenigd Koninkrijk: Maritieme handelsstad Liverpool[12]

### Naamsveranderingen
- Nederland: Het werelderfgoed Stelling van Amsterdam wordt uitgebreid met de Nieuwe Hollandse Waterlinie en gaat verder onder de nieuwe naam Nederlandse waterverdedigingslinie (Engels: "Dutch Water Defence Lines"; Frans: "Lignes d’eau de défense hollandaises")[3][13]

### Uitbreidingen
- Mexico: Het werelderfgoed Vroeg-16e-eeuwse kloosters op de hellingen van de Popocatépetl wordt uitgebreid met het "Franciscaans ensemble van het klooster en de kathedraal Nuestra Señora de la Asunción in Tlaxcala"[5]
- Nederland: Nederlandse waterverdedigingslinie (Uitbreiding van de Stelling van Amsterdam met de Nieuwe Hollandse Waterlinie)[3][13]
- Het werelderfgoed Oude en voorhistorische beukenbossen van de Karpaten en andere regio's van Europa werd uitgebreid met gebieden in Bosnië-Herzegovina, Tsjechië, Frankrijk, Italië, Noord-Macedonië, Polen, Servië, Slowakije, Zwitserland.

### Verwijderd van de Lijst van bedreigd werelderfgoed
- Democratische Republiek Congo: Nationaal park Salonga (sinds 1999 op de lijst)[14]

### Toegevoegd aan de Lijst van bedreigd werelderfgoed
- Roemenië: Mijnlandschap van Roșia Montană[5]

1977 · 
1978 · 
1979 · 
1980 · 
1981 · 
1982 · 
1983 · 
1984 · 
1985 · 
1986 · 
1987 · 
1988 · 
1989 · 
1990 · 
1991 · 
1992 · 
1993 · 
1994 · 
1995 · 
1996 · 
1997 · 
1998 · 
1999 · 
2000 · 
2001 · 
2002 · 
2003 · 
2004 · 
2005 · 
2006 · 
2007 · 
2008 · 
2009 · 
2010 · 
2011 · 
2012 · 
2013 · 
2014 · 
2015 · 
2016 · 
2017 · 
2018 · 
2019 · 
2020-2021 ·
2022-2023 ·
2024 ·
2025